# صليب (حاصبيا)
صليب هي إحدى القرى اللبنانية من قرى قضاء حاصبيا في محافظة النبطية.